# 綠田園基金

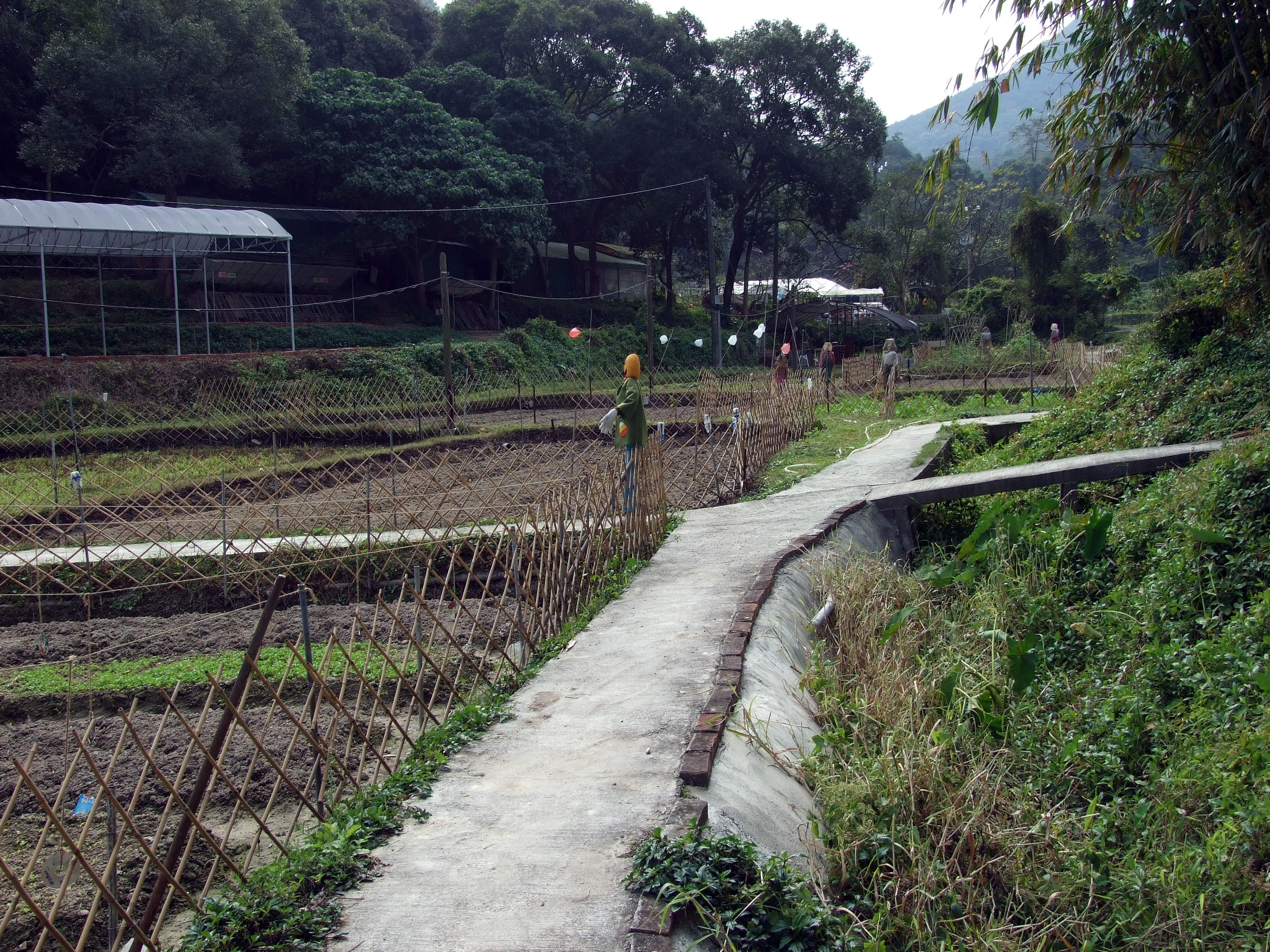
粉嶺鶴藪綠田園有機農場

綠田園基金（Produce Green Foundation）是一個香港的非牟利慈善團體，前身為綠田園有限公司，由周兆祥博士於1988年創立，積極推廣環境保護及綠色社會的思想。
自1989年開始，綠田園基金在粉嶺鶴藪有面積約39,000平方呎的田地，供市民體驗有機耕種之用。目前綠田園基金所管理的農場面積已由39,000平方呎擴展至 209,000平方呎，所服務的團體每年平均數目接近400個，至今曾參加綠田園基金舉辦的活動的總人次約50萬。

## 出版刊物
- 《有機耕種手冊》 1992 年
- 《綠田園活動手冊》 1995 年
- 《小小動物園活動手冊》 1996 年
- 《 營養小檔案》 1998 年
- 《親子耕種班手冊》 1996 年
- 《幼兒農耕樂手冊》 1996 年
- 《綠田園生態漫遊 - 粉嶺鹿頸》 1997 年
- 《生態漫遊南涌》 1998 年
- 《綠色新紀元 - 綠色實踐》 1998 年
- 《生態漫遊北潭涌》 1999 年
- 《稻草人》綠田園基金季刊
- 《田園生活》綠田園基金會員通訊

## 架構

### 理事會
主席
- 周兆祥

副主席
- 馬淑瑩
- 張熾標

理事
- 王俊傑
- 李國民
- 車慧蘭
- 林森
- 袁大明
- 劉淑麗

義務法律顧問
- 朱仲華
- 簡錦材

義務公關顧問
- 鍾政勤

## 外部連結
- 綠田園基金
- 香港有機學校及社區網絡 HKONE